# قائمة المدن التاريخية في سوريا
المدن التاريخية في سورية هذه قائمة بأسماء المدن التاريخية والأثرية في سوريا
- تدمر
- ماري
- شهبا
- غوزانا
- إبلا
- عمريت
- أفاميا
- بصرى
- أوغاريت
- دورا أوربوس - الصالحية حاليا
- قنوات
- البارة
- سرجيلا
- الرحبة - الميادين حاليا
- الرصافة
- قَطْنَا
- معلولا
- صيدنايا
- صافيتا